# Teatro Eva Herz
Teatro Eva Herz é uma rede de teatros brasileiros com unidades em Brasília, Curitiba, Recife, Salvador e São Paulo.
Em maio de 2010 foi inaugurada na unidade de São Paulo uma Livraria Cultura.

## História

### Livraria Cultura
O Teatro Eva Herz é um desdobramento da Livraria Cultura que teve início quando Eva Herz, mãe do atual presidente da rede que abriu um espaço para alugar livros na sala da casa dela, no bairro dos Jardins, na capital de São Paulo. A família Herz deixou Berlim em 1938 fugindo da perseguição nazista é o alguém de livros foi uma forma que Eva encontrou para aumentar o orçamento. Em 1950, além vender livros, também passou a vendê-los. À época, as mães da cidade enviavam seus filhos à livraria não só pata comprar ou alugar livros, mas também para serem aconselhados sobre leitura por Eva Herz. Em 1969 a livraria foi instalada num sobrado da Avenida Augusta onde a parte da frente com duas lojas formavam a livraria e a parte de trás era a onde a família morava. Nesse mesmo ano o serviço de aluguel de livros foi suspenso. Também em 1969, Pedro Herz, filho de Eva, passou a gestor da livraria. Novamente a livraria foi transferida para outro local. Dessa vez  Pedro Herz instalou a Cultura no Conjunto Nacional da Avenida Paulista, assim realizando o sonho da mãe de se estabelecer em um local mais amplo. Essa primeira livraria está no mesmo local até hoje. O Teatro Herz, unidade de São Paulo, faz parte do complexo cultural presente dentro do Conjunto Nacional, que além da Livraria Cultura possui também o Cine Livraria Cultura.
Posteriormente foram sendo inauguradas unidades da livraria nas principais cidades do Brasil que contam com grande variedade de materiais em diversos idiomas. No catálogo de livros da redr constam mais de 2 milhões de títulos. A Cultura on-line faz entregas no Brasil e exterior.

### Teatro Herz

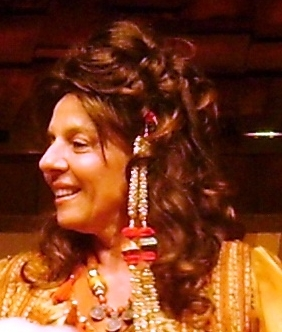
Rosi Campos participou da primeira peça do Teatro Herz em São Paulo

A história do teatro Eva Herz, de forma concreta, teve início em 15 de setembro de 2007 dia em que a primeira peça, A Saga da Bruxa Morgana, com Rosi Campos, foi exibida na unidade Eva Herz na Cidade de São Paulo. À época o ator Dan Stulbach era o diretor artístico do teatro. O conceito do Teatro Herz teve início quando Stulbach fez uma viagem a Londres e constatou que na  capital Londrina há muitos teatros de pequeno porte. Chegando ao Brasil propôs a instalação de um teatro na Livraria Cultura no Conjunto Nacional da Avenida Paulista. Primeiramente o Teatro seria nomeado Teatro Cultura. Porém, logo veio a ideia de o teatro se chamar Eva Herz, a fundadora da Livraria Cultura. A ideia se expandiu e vários teatros foram inaugurados em Livrarias Cultura pelo Brasil.

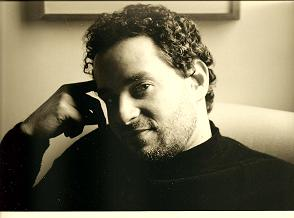
Dan Stulbach é o idealizador do Teatro Herz e foi curador da unidade São Paulo até 2013.

Em 2013 o ator também assumiu a curadoria das teatros Eva Herz de Salvador, Recife, Brasília e Fortaleza, além da unidade de São Paulo. Também em 2013 foi inaugurado um Teatro Herz na Cinelândia (RJ), o momento contou com a apresentação do espetáculo Alma Imoral.
Na unidade da Avenida Paulista também acontecia o Fim do Expediente, programa da CBN, em que Stulbach apresentava ao vivo com convidados e plateia. No final de 2015 deixou a direção artística do teatro, ficando em seu lugar André Acioly que o auxiliava.
“O Teatro Eva Herz foi a realização de um sonho meu e de minha mãe – por isso a homenageamos batizando a casa com seu nome”, conta Pedro Herz, presidente da Livraria Cultura.
Atualmente há quatro teatros Herz em funcionamento nas seguintes localidades:  em São Paulo, no Conjunto Nacional da Avenida Paulista com capacidade para 168 pessoas, sendo 4 lugares para cadeirantes. Essa unidade faz parte do complexo cultural que fica dentro do shopping que ainda conta com o Cine Livraria Cultura. Assim como nas outras unidades no local também há lançamento de livros e CDs, palestras, shows musicais; em Campinas, no Shopping Iguatemi Campinas, com capacidade para noventa e cinco pessoas; na capital da Bahia, no Salvador Shopping com duzentos lugares e  o Eva Herz de Curitiba, no Shopping Curitiba, com lugares, sendo dois reservados para cadeirantes e no Shopping Iguatemi em Brasília que capacidade para receber até duzentas pessoas. A Livraria Cultura do Iguatemi foi a segunda unidade da rede inaugurada em  Brasília, em 2010, e a primeira das filiais a receber o teatro Eva Herz que conta com capacidade para 210 pessoas. Antes havia a Cultura do Shopping Casa Park.
Em 2018 a filial carioca da Livraria Cultura, e consequentemente o Teatro Eva Herz que funcionava na livraria fechou as portas por motivos financeiros. Em nota a livraria informou que foi tomada a decisão "de trabalhar com poucas, mas ótimas lojas físicas, em diferentes cidades, na busca contínua por um serviço impecável ao consumidor”.

## Crítica
Em 28 de setembro de 2014, foi publicado na Folha de S.Paulo o resultado da avaliação feita pela equipe do jornal ao visitar os sessenta maiores teatros da cidade de São Paulo. O local foi premiado com quatro estrelas, "bom", com o consenso: "Com direção artística do ator Dan Stulbach, o espaço se destaca pela qualidade da programação. Enquanto a peça não começa, dá para olhar alguns dos milhares de livros dispostos na Livraria Cultura ou tomar um cafezinho no Viena. Perdeu pontos pelo espaçamento entre os assentos (é apertadíssimo!) e porque os extintores não são bem localizados. A assessoria diz que o espaço entre as fileiras atende às normas."